# Xã Penn, Quận McLeod, Minnesota
Xã Penn (tiếng Anh: Penn Township) là một xã thuộc quận McLeod, tiểu bang Minnesota, Hoa Kỳ. Năm 2010, dân số của xã này là 315 người.